# 中崎達也
中崎 達也（なかざき たつや、1982年4月21日 - ）は、日本の元声優・俳優。劇団いろは所属。東京都出身。

## 出演作品

### テレビドラマ
- 春よ、来い 第一部（1994年）
- 家なき子（1994年）-主人公のすず（安達祐実）のクラスメイト
- 八代将軍吉宗（1995年） - 松平頼渡 役

### テレビアニメ
- BLUE SEED（1994年） - 子供
- こどものおもちゃ（1996年） - 羽山秋人、ブラッド
- 十兵衛ちゃん-ラブリー眼帯の秘密-（1999年） - 竜乗寺四郎、竜乗寺ハジメ

### 劇場アニメ
- とつぜん!ネコの国 バニパルウィット（1998年） - トオル 役

### ゲーム
- TIZ -Tokyo Insect Zoo-（1996年） - リョウ
- キングダム ハーツII（2005年） - シンバ（子供時代）※ライブラリー出演

### 吹き替え
- ライオン・キング（1994年） - シンバ（子供時代）
- ジャングル・ブック（1995年） - モーグリ[2]
- 新アウターリミッツ 第15、16話（1995年） - ジョシュ
- ダンク・ブラザース/脱線ファンにご用心（1997年） - トミー・オハラ
- アナスタシア（1998年）
- トム・ソーヤーの大冒険 Tom and Huck（2003年） - トム・ソーヤー
- ライオン・キング3 ハクナ・マタタ（2004年） - シンバ（子供時代）※ライブラリー出演